# Казинцбарцика
Казинцбарцика (на унгарски: Kazincbarcika) е град в Унгария. Казинцбарцика е третият по важност град в комитат Боршод-Абауй-Земплен.
Градът има население от 23 990 души (1 януари 2024).

## Географско положение
Град Казинцбарцика се намира в северната част на Унгария, близо до границата със Словакия. От най-близкия голям град - Мишколц – Казинцбарцика е отдалечен на 20 км северозападно.
Градът е намира в областта на планината Земплен, която свързва Карпатския венец с Панония. През града тече река Шайо.

## Побратимени градове
- Димитровград, България
- Сънниколау Маре, Румъния